# 마티아스 그뤼네발트
마티아스 구뤼네발트(Matthias Grünewald, 1470년경 - 1528년)는 16세기에 활동한 독일의 화가이다. 알브레히트 뒤러와 같은 세대이지만 르네상스라기보다는 말기 고딕 화가로 여겨진다.

## 주요 작품

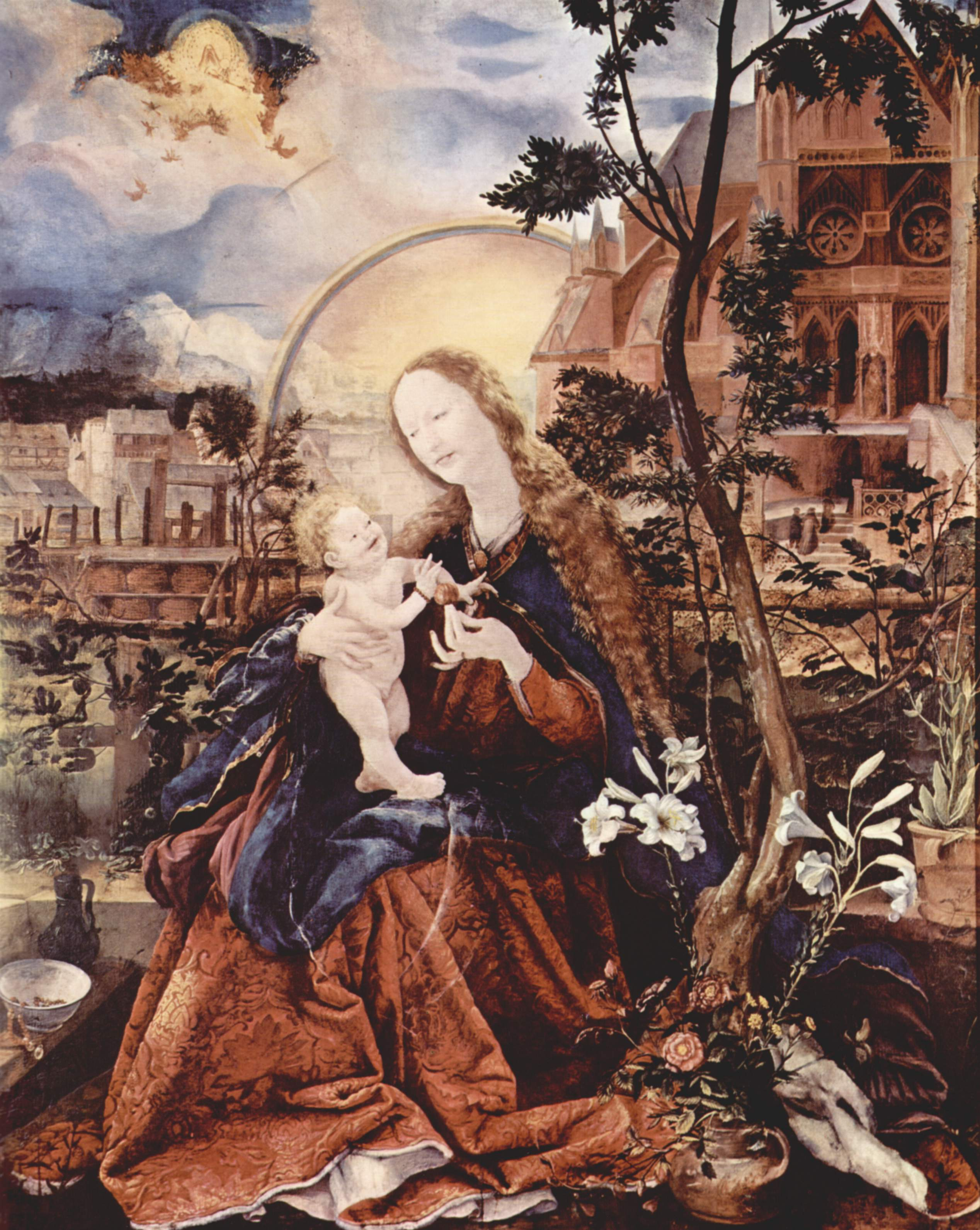
Stuppach Madonna
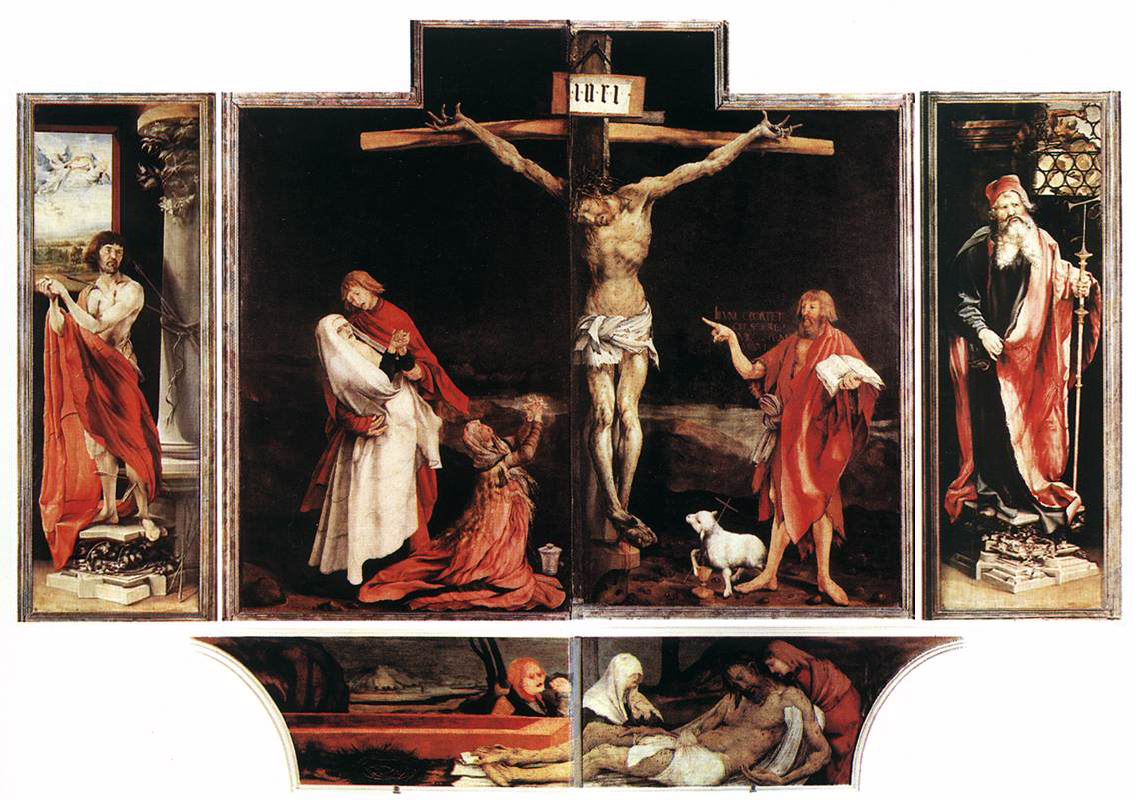
Isenheim Altarpiece
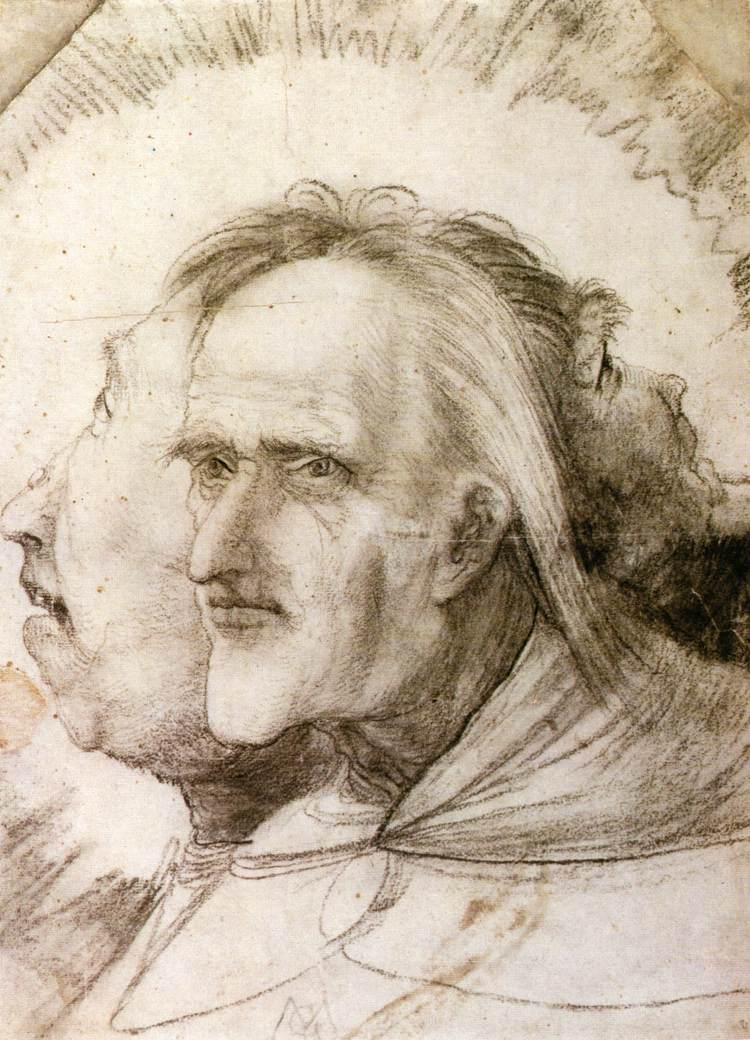
Trias Romana